# Байсангуровский район

Байсангуровский район (до декабря 2020 года — Октябрьский) — внутригородской район города Грозного.

## География
Байсангуровский район расположен в юго-восточной части Грозного на холмистой предгорной равнине. Граничит на западе с Шейх-Мансуровским и на севере с Ахматовским районами города Грозного, на востоке — с городским округом город Аргун, на юге — со Старо-Атагинским и Гойтинским сельскими поселениями Урус-Мартановского района Чеченской Республики.

## История

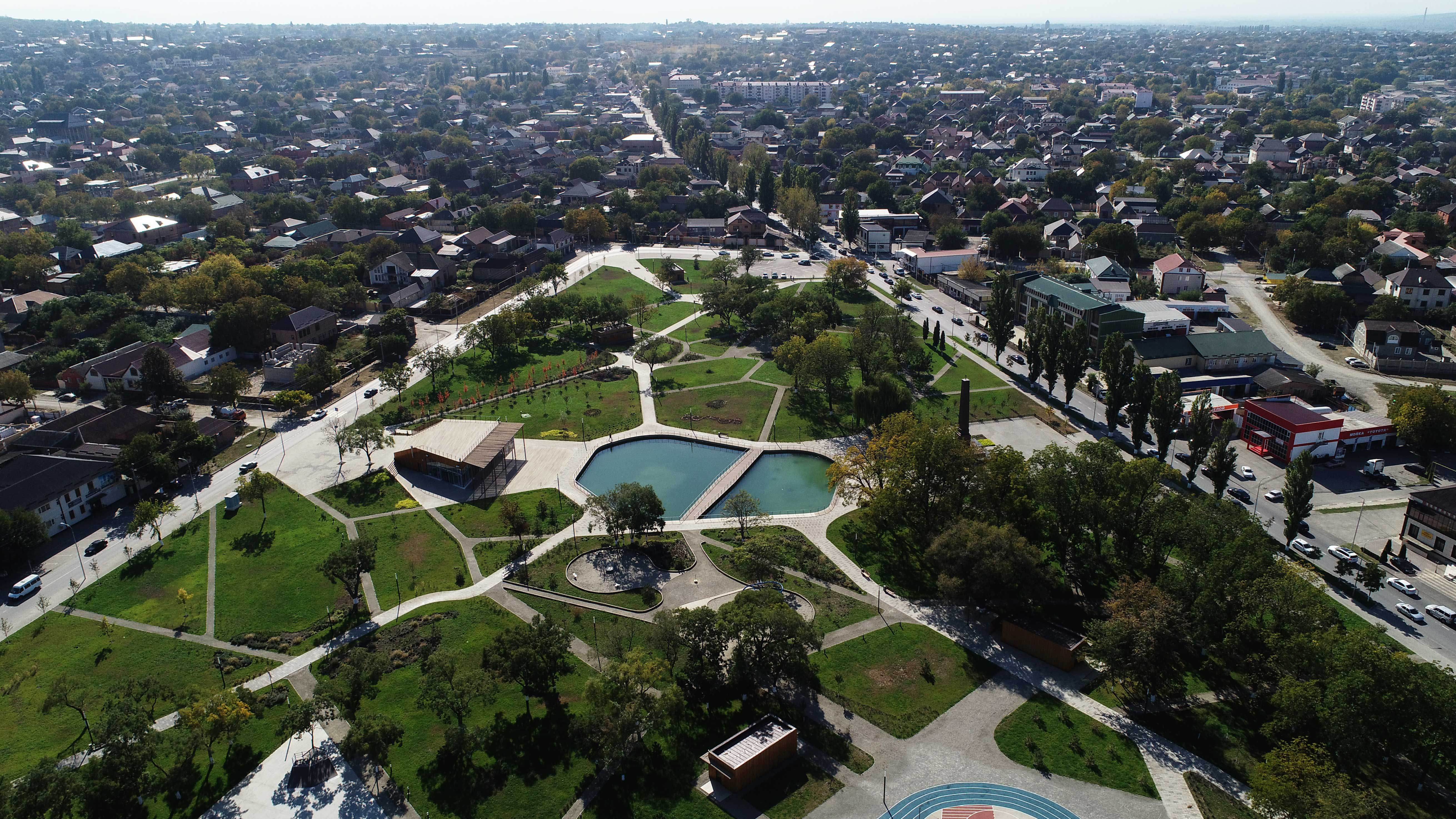
Парк им. Хусейна бен Талала в Байсангуровском районе

Район был образован в 1936 году под названием Октябрьский.
Законом от 6 мая 2020 года в Октябрьский район города Грозного 1 января 2021 года были включены село Пригородное и посёлок Гикало в качестве внутригородских посёлков.
После опроса населения, 29 декабря 2020 года Грозненская городская дума приняла решение о переименовании Октябрьского района в Байсангуровский.

## Население
| 1959    | 1970     | 1979     | 1989    | 2002    | 2009    | 2010    |
| ------- | -------- | -------- | ------- | ------- | ------- | ------- |
| 72 315  | ↗103 686 | ↗106 480 | ↘98 664 | ↘50 930 | ↗55 230 | ↗66 786 |
| 2012    | 2013     | 2014     | 2015    | 2016    | 2017    | 2018    |
| ↗67 691 | ↗67 863  | ↗68 203  | ↗69 081 | ↗70 025 | ↗71 072 | ↗72 682 |
| 2019    | 2020     | 2021     | 2023    | 2024    |         |         |
| ↗74 103 | ↗75 882  | ↗90 630  | ↘80 701 | ↗81 126 |         |         |

Национальный состав
По итогам переписи населения 2020 года проживали следующие национальности (национальности менее 0,1 % и другое см. в сноске к строке «Другие»):
| Национальность | Численность, чел. | Доля     |
| -------------- | ----------------- | -------- |
| Чеченцы        | 85 853            | 94,73 %  |
| Русские        | 2263              | 2,50 %   |
| Табасараны     | 467               | 0,52 %   |
| Кумыки         | 372               | 0,41 %   |
| Аварцы         | 265               | 0,29 %   |
| Лезгины        | 189               | 0,21 %   |
| Азербайджанцы  | 142               | 0,16 %   |
| Ингуши         | 140               | 0,15 %   |
| Осетины        | 111               | 0,12 %   |
| Даргинцы       | 91                | 0,10 %   |
| Другие         | 737               | 0,81 %   |
| Итого          | 90 630            | 100,00 % |